# Petit Le Mans 2023
Navigation
Édition précédente Édition suivante
La 26e édition du Petit Le Mans 2023 (officiellement appelé le 2023 Motul Petit Le Mans) a été une course de voitures de sport organisée sur le circuit de Road Atlanta en Géorgie, aux États-Unis, qui s'est déroulée du 11 octobre 2023 au 14 octobre 2023. Il s'agissait de la dernière manche du championnat WeatherTech SportsCar Championship 2023 et toutes les catégories de voitures du championnat ont participé à la course.

## Classement de la course
Voici le classement officiel au terme de la course.
- Les vainqueurs de chaque catégorie sont signalés par un fond jauni.

| Pos     | Classe  | no  | Écurie                                      | Pilotes                                                 | Châssis                                 | Tours | Temps                                 |
| ------- | ------- | --- | ------------------------------------------- | ------------------------------------------------------- | --------------------------------------- | ----- | ------------------------------------- |
| Pos     | Classe  | no  | Écurie                                      | Pilotes                                                 | Moteur                                  | Tours | Temps                                 |
| 1       | GTP     | 60  | Meyer Shank Racing avec Curb-Agajanian      | Tom Blomqvist Colin Braun Hélio Castroneves             | Acura ARX-06                            | 397   | 10 h 01 min 40 s 400                  |
| 1       | GTP     | 60  | Meyer Shank Racing avec Curb-Agajanian      | Tom Blomqvist Colin Braun Hélio Castroneves             | Acura AR24e 2,4 L V6 Turbo              | 397   | 10 h 01 min 40 s 400                  |
| 2       | GTP     | 01  | Cadillac Racing                             | Sébastien Bourdais Scott Dixon Renger van der Zande     | Cadillac V-Series.R                     | 397   | + 0 s 452                             |
| 2       | GTP     | 01  | Cadillac Racing                             | Sébastien Bourdais Scott Dixon Renger van der Zande     | Cadillac LMC55R 5,5 L V8 Atmo           | 397   | + 0 s 452                             |
| 3       | GTP     | 59  | Proton Competition                          | Gianmaria Bruni Harry Tincknell Neel Jani               | Porsche 963                             | 397   | + 1 s 077                             |
| 3       | GTP     | 59  | Proton Competition                          | Gianmaria Bruni Harry Tincknell Neel Jani               | Porsche 9RD 4,6 L V8 Turbo              | 397   | + 1 s 077                             |
| 4       | GTP     | 7   | Porsche Team Penske                         | Matt Campbell Josef Newgarden Felipe Nasr               | Porsche 963                             | 397   | + 1 s 825                             |
| 4       | GTP     | 7   | Porsche Team Penske                         | Matt Campbell Josef Newgarden Felipe Nasr               | Porsche 9RD 4,6 L V8 Turbo              | 397   | + 1 s 825                             |
| 5       | GTP     | 5   | JDC Miller Motorsports                      | Mike Rockenfeller Tijmen van der Helm Jenson Button     | Porsche 963                             | 397   | + 2 s 165                             |
| 5       | GTP     | 5   | JDC Miller Motorsports                      | Mike Rockenfeller Tijmen van der Helm Jenson Button     | Porsche 9RD 4,6 L V8 Turbo              | 397   | + 2 s 165                             |
| 6       | GTP     | 31  | Whelen Engineering Racing                   | Jack Aitken Pipo Derani Alexander Sims                  | Cadillac V-Series.R                     | 397   | + 2 s 927                             |
| 6       | GTP     | 31  | Whelen Engineering Racing                   | Jack Aitken Pipo Derani Alexander Sims                  | Cadillac LMC55R 5,5 L V8 Atmo           | 397   | + 2 s 927                             |
| 7       | GTP     | 25  | BMW M Team RLL                              | Connor De Phillippi Sheldon van der Linde Nick Yelloly  | BMW M Hybrid V8                         | 397   | + 4 s 275                             |
| 7       | GTP     | 25  | BMW M Team RLL                              | Connor De Phillippi Sheldon van der Linde Nick Yelloly  | BMW P66/3 4,0 L V8 Turbo                | 397   | + 4 s 275                             |
| 8       | GTP     | 24  | BMW M Team RLL                              | Philipp Eng Augusto Farfus Marco Wittmann               | BMW M Hybrid V8                         | 397   | + 4 s 839                             |
| 8       | GTP     | 24  | BMW M Team RLL                              | Philipp Eng Augusto Farfus Marco Wittmann               | BMW P66/3 4,0 L V8 Turbo                | 397   | + 4 s 839                             |
| 9       | LMP2    | 04  | Crowdstrike Racing by APR                   | Ben Hanley George Kurtz Nolan Siegel (en)               | Oreca 07                                | 391   | + 6 tours                             |
| 9       | LMP2    | 04  | Crowdstrike Racing by APR                   | Ben Hanley George Kurtz Nolan Siegel (en)               | Gibson GK428 4,2 L V8 Atmo              | 391   | + 6 tours                             |
| 10      | LMP2    | 35  | TDS Racing                                  | John Falb Josh Pierson Giedo van der Garde              | Oreca 07                                | 391   | + 6 tours                             |
| 10      | LMP2    | 35  | TDS Racing                                  | John Falb Josh Pierson Giedo van der Garde              | Gibson GK428 4,2 L V8 Atmo              | 391   | + 6 tours                             |
| 11      | LMP2    | 52  | PR1/Mathiasen Motorsports                   | Paul-Loup Chatin Ben Keating Alex Quinn                 | Oreca 07                                | 391   | + 6 tours                             |
| 11      | LMP2    | 52  | PR1/Mathiasen Motorsports                   | Paul-Loup Chatin Ben Keating Alex Quinn                 | Gibson GK428 4,2 L V8 Atmo              | 391   | + 6 tours                             |
| 12      | LMP2    | 88  | AF Corse                                    | François Perrodo Matthieu Vaxivière Emmanuel Collard    | Oreca 07                                | 390   | + 7 tours                             |
| 12      | LMP2    | 88  | AF Corse                                    | François Perrodo Matthieu Vaxivière Emmanuel Collard    | Gibson GK428 4,2 L V8 Atmo              | 390   | + 7 tours                             |
| 13 Abd. | LMP2    | 18  | Era Motorsport                              | Ryan Dalziel Dwight Merriman Christian Rasmussen        | Oreca 07                                | 383   |                                       |
| 13 Abd. | LMP2    | 18  | Era Motorsport                              | Ryan Dalziel Dwight Merriman Christian Rasmussen        | Gibson GK428 4,2 L V8 Atmo              | 383   |                                       |
| 14      | LMP2    | 20  | High Class Racing                           | Dennis Andersen Anders Fjordbach Ed Jones               | Oreca 07                                | 381   | + 16 tours                            |
| 14      | LMP2    | 20  | High Class Racing                           | Dennis Andersen Anders Fjordbach Ed Jones               | Gibson GK428 4,2 L V8 Atmo              | 381   | + 16 tours                            |
| 15      | LMP3    | 30  | Jr III Racing                               | Bijoy Garg (en) Dakota Dickerson Garett Grist           | Ligier JS P320                          | 379   | + 18 tours                            |
| 15      | LMP3    | 30  | Jr III Racing                               | Bijoy Garg (en) Dakota Dickerson Garett Grist           | Nissan VK56DE 5,6 L V8 Atmo             | 379   | + 18 tours                            |
| 16      | LMP3    | 13  | AWA                                         | Matt Bell Orey Fidani Lars Kern                         | Duqueine D08                            | 379   | + 18 tours                            |
| 16      | LMP3    | 13  | AWA                                         | Matt Bell Orey Fidani Lars Kern                         | Nissan VK56DE 5,6 L V8 Atmo             | 379   | + 18 tours                            |
| 17      | LMP3    | 74  | Riley Motorsports                           | Josh Burdon (en) Felipe Fraga Gar Robinson              | Ligier JS P320                          | 379   | + 18 tours                            |
| 17      | LMP3    | 74  | Riley Motorsports                           | Josh Burdon (en) Felipe Fraga Gar Robinson              | Nissan VK56DE 5,6 L V8 Atmo             | 379   | + 18 tours                            |
| 18      | GTD Pro | 79  | WeatherTech Racing                          | Maro Engel Jules Gounon Daniel Juncadella               | Mercedes-AMG GT3 Evo                    | 370   | + 27 tours                            |
| 18      | GTD Pro | 79  | WeatherTech Racing                          | Maro Engel Jules Gounon Daniel Juncadella               | Mercedes-Benz M159 6,2 L V8 Atmo        | 370   | + 27 tours                            |
| 19      | GTD Pro | 9   | Pfaff Motorsports                           | Klaus Bachler Patrick Pilet Kévin Estre                 | Porsche 911 GT3 R                       | 370   | + 27 tours                            |
| 19      | GTD Pro | 9   | Pfaff Motorsports                           | Klaus Bachler Patrick Pilet Kévin Estre                 | Porsche 4,2 L Flat Six Atmo             | 370   | + 27 tours                            |
| 20      | GTD     | 78  | Forte Racing Powered by US RaceTronics (en) | Misha Goikhberg Loris Spinelli (pl) Patrick Liddy       | Lamborghini Huracán GT3 Evo 2           | 370   | + 27 tours                            |
| 20      | GTD     | 78  | Forte Racing Powered by US RaceTronics (en) | Misha Goikhberg Loris Spinelli (pl) Patrick Liddy       | Lamborghini 5,2 L V10 Atmo              | 370   | + 27 tours                            |
| 21      | GTD     | 96  | Turner Motorsport                           | Michael Dinan (en) Robby Foley Patrick Gallagher (en)   | BMW M4 GT3                              | 370   | + 27 tours                            |
| 21      | GTD     | 96  | Turner Motorsport                           | Michael Dinan (en) Robby Foley Patrick Gallagher (en)   | BMW S58B30T0 3,0 L i6 M TwinPower Turbo | 370   | + 27 tours                            |
| 22      | GTD     | 77  | Wright Motorsports                          | Alan Brynjolfsson Trent Hindman Max Root                | Porsche 911 GT3 R                       | 370   | + 27 tours                            |
| 22      | GTD     | 77  | Wright Motorsports                          | Alan Brynjolfsson Trent Hindman Max Root                | Porsche 4,2 L Flat Six Atmo             | 370   | + 27 tours                            |
| 23      | GTD Pro | 62  | Risi Competizione                           | Alessandro Pier Guidi Davide Rigon Daniel Serra         | Ferrari 296 GT3                         | 370   | + 27 tours                            |
| 23      | GTD Pro | 62  | Risi Competizione                           | Alessandro Pier Guidi Davide Rigon Daniel Serra         | Ferrari 3,0 L V6 Turbo                  | 370   | + 27 tours                            |
| 24      | GTD     | 92  | Kellymoss avec Riley                        | Julien Andlauer David Brule Alec Udell (en)             | Porsche 911 GT3 R                       | 370   | + 27 tours                            |
| 24      | GTD     | 92  | Kellymoss avec Riley                        | Julien Andlauer David Brule Alec Udell (en)             | Porsche 4,2 L Flat Six Atmo             | 370   | + 27 tours                            |
| 25      | GTD     | 27  | Heart of Racing Team                        | Roman De Angelis (en) Ian James Marco Sørensen          | Aston Martin Vantage AMR GT3            | 370   | + 27 tours                            |
| 25      | GTD     | 27  | Heart of Racing Team                        | Roman De Angelis (en) Ian James Marco Sørensen          | Aston Martin 4,0 L V8 Turbo             | 370   | + 27 tours                            |
| 26      | GTD     | 32  | Team Korthoff Motorsports                   | Mikaël Grenier Kenton Koch (en) Mike Skeen (en)         | Mercedes-AMG GT3 Evo                    | 370   | + 27 tours                            |
| 26      | GTD     | 32  | Team Korthoff Motorsports                   | Mikaël Grenier Kenton Koch (en) Mike Skeen (en)         | Mercedes-Benz M159 6,2 L V8 Atmo        | 370   | + 27 tours                            |
| 27      | GTD     | 97  | Turner Motorsport                           | Bill Auberlen Chandler Hull Thomas Merrill (en)         | BMW M4 GT3                              | 370   | + 27 tours                            |
| 27      | GTD     | 97  | Turner Motorsport                           | Bill Auberlen Chandler Hull Thomas Merrill (en)         | BMW S58B30T0 3,0 L i6 M TwinPower Turbo | 370   | + 27 tours                            |
| 28      | GTD     | 80  | AO Racing Team                              | P.J. Hyett (en) Gunnar Jeannette Sebastian Priaulx (en) | Porsche 911 GT3 R                       | 370   | + 27 tours                            |
| 28      | GTD     | 80  | AO Racing Team                              | P.J. Hyett (en) Gunnar Jeannette Sebastian Priaulx (en) | Porsche 4,2 L Flat Six Atmo             | 370   | + 27 tours                            |
| 29      | GTD Pro | 23  | Heart of Racing Team                        | Ross Gunn (en) David Pittard Alex Riberas               | Aston Martin Vantage AMR GT3            | 370   | + 27 tours                            |
| 29      | GTD Pro | 23  | Heart of Racing Team                        | Ross Gunn (en) David Pittard Alex Riberas               | Aston Martin 4,0 L V8 Turbo             | 370   | + 27 tours                            |
| 30      | GTD     | 57  | Winward Racing                              | Indy Dontje (en) Russell Ward (en) Philip Ellis         | Mercedes-AMG GT3 Evo                    | 370   | + 27 tours                            |
| 30      | GTD     | 57  | Winward Racing                              | Indy Dontje (en) Russell Ward (en) Philip Ellis         | Mercedes-Benz M159 6,2 L V8 Atmo        | 370   | + 27 tours                            |
| 31      | GTD Pro | 61  | AF Corse                                    | Simon Mann Miguel Molina James Calado                   | Ferrari 296 GT3                         | 370   | + 27 tours                            |
| 31      | GTD Pro | 61  | AF Corse                                    | Simon Mann Miguel Molina James Calado                   | Ferrari 3,0 L V6 Turbo                  | 370   | + 27 tours                            |
| 32      | GTD     | 023 | Triarsi Competizione                        | Alessio Rovera Charlie Scardina Onofrio Triarsi         | Ferrari 296 GT3                         | 370   | + 27 tours                            |
| 32      | GTD     | 023 | Triarsi Competizione                        | Alessio Rovera Charlie Scardina Onofrio Triarsi         | Ferrari 3,0 L V6 Turbo                  | 370   | + 27 tours                            |
| 33      | LMP2    | 8   | Tower Motorsports                           | Ari Balogh Scott McLaughlin Kyffin Simpson              | Oreca 07                                | 369   | + 28 tours                            |
| 33      | LMP2    | 8   | Tower Motorsports                           | Ari Balogh Scott McLaughlin Kyffin Simpson              | Gibson GK428 4,2 L V8 Atmo              | 369   | + 28 tours                            |
| 34 Abd. | GTD     | 16  | Wright Motorsports                          | Ryan Hardwick Jan Heylen Zacharie Robichon              | Porsche 911 GT3 R                       | 367   | Collision (Feu)                       |
| 34 Abd. | GTD     | 16  | Wright Motorsports                          | Ryan Hardwick Jan Heylen Zacharie Robichon              | Porsche 4,2 L Flat Six Atmo             | 367   | Collision (Feu)                       |
| 35      | GTD     | 83  | Iron Dames                                  | Doriane Pin Rahel Frey Michelle Gatting                 | Lamborghini Huracán GT3 Evo 2           | 367   | + 30 tours                            |
| 35      | GTD     | 83  | Iron Dames                                  | Doriane Pin Rahel Frey Michelle Gatting                 | Lamborghini 5,2 L V10 Atmo              | 367   | + 30 tours                            |
| 36 Abd. | GTD Pro | 63  | Iron Lynx                                   | Mirko Bortolotti Jordan Pepper Franck Perera            | Lamborghini Huracán GT3 Evo 2           | 366   | Collision                             |
| 36 Abd. | GTD Pro | 63  | Iron Lynx                                   | Mirko Bortolotti Jordan Pepper Franck Perera            | Lamborghini 5,2 L V10 Atmo              | 366   | Collision                             |
| 37 Abd. | GTP     | 10  | Konica Minolta Acura ARX-06                 | Filipe Albuquerque Louis Delétraz Ricky Taylor          | Acura ARX-06                            | 365   | Collision                             |
| 37 Abd. | GTP     | 10  | Konica Minolta Acura ARX-06                 | Filipe Albuquerque Louis Delétraz Ricky Taylor          | Acura AR24e 2,4 L V6 Turbo              | 365   | Collision                             |
| 38      | GTD     | 47  | Cetilar Racing                              | Antonio Fuoco Roberto Lacorte Giorgio Sernagiotto       | Ferrari 296 GT3                         | 364   | + 33 tours                            |
| 38      | GTD     | 47  | Cetilar Racing                              | Antonio Fuoco Roberto Lacorte Giorgio Sernagiotto       | Ferrari 3,0 L V6 Turbo                  | 364   | + 33 tours                            |
| 39      | LMP3    | 85  | JDC Miller Motorsports                      | Till Bechtolsheimer Dan Goldberg Rasmus Lindh (en)      | Duqueine D08                            | 359   | + 38 tours                            |
| 39      | LMP3    | 85  | JDC Miller Motorsports                      | Till Bechtolsheimer Dan Goldberg Rasmus Lindh (en)      | Nissan VK56DE 5,6 L V8 Atmo             | 359   | + 38 tours                            |
| 40      | GTD     | 93  | Racers Edge Motorsports avec WTR            | Danny Formal Ashton Harrison Kyle Marcelli (en)         | Acura NSX GT3 Evo22                     | 355   | + 42 tours                            |
| 40      | GTD     | 93  | Racers Edge Motorsports avec WTR            | Danny Formal Ashton Harrison Kyle Marcelli (en)         | Acura 3,5 L V6 Turbo                    | 355   | + 42 tours                            |
| 41 Abd. | GTD     | 66  | Gradient Racing                             | Katherine Legge Marc Miller (en) Sheena Monk            | Acura NSX GT3 Evo22                     | 355   | Boite de vitesses                     |
| 41 Abd. | GTD     | 66  | Gradient Racing                             | Katherine Legge Marc Miller (en) Sheena Monk            | Acura 3,5 L V6 Turbo                    | 355   | Boite de vitesses                     |
| 42 Abd. | GTD     | 12  | Vasser Sullivan                             | Frankie Montecalvo Aaron Telitz Parker Thompson (en)    | Lexus RC F GT3                          | 323   | Problème mécanique                    |
| 42 Abd. | GTD     | 12  | Vasser Sullivan                             | Frankie Montecalvo Aaron Telitz Parker Thompson (en)    | Toyota 2UR 5,0 L V8 Atmo                | 323   | Problème mécanique                    |
| 43 Abd. | GTD     | 44  | Magnus Racing                               | Andy Lally John Potter Spencer Pumpelly                 | Aston Martin Vantage AMR GT3            | 298   | Surchauffe                            |
| 43 Abd. | GTD     | 44  | Magnus Racing                               | Andy Lally John Potter Spencer Pumpelly                 | Aston Martin 4,0 L V8 Turbo             | 298   | Surchauffe                            |
| 44 Abd. | LMP2    | 11  | TDS Racing                                  | Scott Huffaker (en) Mikkel Jensen Steven Thomas         | Oreca 07                                | 262   | Accident                              |
| 44 Abd. | LMP2    | 11  | TDS Racing                                  | Scott Huffaker (en) Mikkel Jensen Steven Thomas         | Gibson GK428 4,2 L V8 Atmo              | 262   | Accident                              |
| 45 Abd. | LMP3    | 38  | Performance Tech Motorsports                | Cameron Shields (en) Brian Thienes Jonathan Woolridge   | Ligier JS P320                          | 221   | Collision                             |
| 45 Abd. | LMP3    | 38  | Performance Tech Motorsports                | Cameron Shields (en) Brian Thienes Jonathan Woolridge   | Nissan VK56DE 5,6 L V8 Atmo             | 221   | Collision                             |
| 46 Abd. | GTD     | 1   | Paul Miller Racing                          | Corey Lewis Bryan Sellers Madison Snow                  | BMW M4 GT3                              | 207   | Direction                             |
| 46 Abd. | GTD     | 1   | Paul Miller Racing                          | Corey Lewis Bryan Sellers Madison Snow                  | BMW S58B30T0 3,0 L i6 M TwinPower Turbo | 207   | Direction                             |
| 47 Abd. | GTP     | 6   | Porsche Team Penske                         | Laurens Vanthoor Mathieu Jaminet Nick Tandy             | Porsche 963                             | 196   | Retrait à la suite d'un endommagement |
| 47 Abd. | GTP     | 6   | Porsche Team Penske                         | Laurens Vanthoor Mathieu Jaminet Nick Tandy             | Porsche 9RD 4,6 L V8 Turbo              | 196   | Retrait à la suite d'un endommagement |
| 48 Abd. | GTD Pro | 3   | Corvette Racing                             | Antonio García Tommy Milner Jordan Taylor               | Chevrolet Corvette C8.R GTD             | 189   | Moteur                                |
| 48 Abd. | GTD Pro | 3   | Corvette Racing                             | Antonio García Tommy Milner Jordan Taylor               | Chevrolet 5,5 L V8 Atmo                 | 189   | Moteur                                |
| 49 Abd. | GTD Pro | 14  | Vasser Sullivan                             | Ben Barnicoat Jack Hawksworth Kyle Kirkwood             | Lexus RC F GT3                          | 153   | Accident                              |
| 49 Abd. | GTD Pro | 14  | Vasser Sullivan                             | Ben Barnicoat Jack Hawksworth Kyle Kirkwood             | Toyota 2UR 5,0 L V8 Atmo                | 153   | Accident                              |
| 50 Abd. | LMP3    | 17  | AWA                                         | Wayne Boyd Anthony Mantella Nicolás Varrone (en)        | Duqueine D08                            | 118   | Problèmle mécanique                   |
| 50 Abd. | LMP3    | 17  | AWA                                         | Wayne Boyd Anthony Mantella Nicolás Varrone (en)        | Nissan VK56DE 5,6 L V8 Atmo             | 118   | Problèmle mécanique                   |
| 51 Abd. | LMP3    | 36  | Andretti Autosport                          | Jarett Andretti (en) Gabby Chaves Glenn van Berlo (en)  | Ligier JS P320                          | 85    | Problème mécanique                    |
| 51 Abd. | LMP3    | 36  | Andretti Autosport                          | Jarett Andretti (en) Gabby Chaves Glenn van Berlo (en)  | Nissan VK56DE 5,6 L V8 Atmo             | 85    | Problème mécanique                    |
| 52 Abd. | GTD     | 70  | Inception Racing                            | Brendan Iribe Ollie Millroy Frederik Schandorff         | McLaren 720S GT3 Evo                    | 44    | Collision                             |
| 52 Abd. | GTD     | 70  | Inception Racing                            | Brendan Iribe Ollie Millroy Frederik Schandorff         | McLaren M840T 4,0 l V8 Bi-Turbo         | 44    | Collision                             |

## Pole position et record du tour
- Pole position :  Ben Keating (#52 PR1/Mathiasen Motorsports) en 1 min 13 s 589
- Meilleur tour en course :  Sébastien Bourdais (#01 Cadillac Racing) en 1 min 10 s 917

## Tours en tête
- no 01 Cadillac V-LMDh - Cadillac Racing :  223 tours (1-41 / 6-52 / 78-88 / 166-171 / 173-241 / 281-284 / 287-302 / 306-347 / 351-377)[2]
- no 10 Acura ARX-06 - Konica Minolta Acura ARX-06 :  66 tours (42-45 / 53-75 / 242-280)
- no 31 Cadillac V-LMDh - Whelen Engineering Racing Cadillac V-LMDh :  1 tour (76)
- no 25 BMW M Hybrid V8 - BMW M Team RLL :  3 tours (77 / 285-286)
- no 7 Porsche 963 - Porsche Team Penske :  83 tours (89-165 / 285-286 / 303-305 / 348-350)
- no 24 BMW M Hybrid V8 - BMW M Team RLL :  1 tour (172)
- no 60 Acura ARX-06 - Meyer Shank Racing :  20 tours (378-397)

## À noter
- Longueur du circuit : 2,54 miles
- Distance parcourue par les vainqueurs : 1 008,38 miles